# Brachypodius nieuwenhuisii
Brachypodius nieuwenhuisii là một loài chim trong họ Pycnonotidae. Chúng là loài đặc hữu trên các đảo ở Borneo và Sumatra.